# 薩摩湯田駅
薩摩湯田駅（さつまゆだえき）は、かつて鹿児島県薩摩郡宮之城町湯田（現・薩摩郡さつま町湯田）にあった日本国有鉄道（国鉄）宮之城線の駅（廃駅）である。
1987年（昭和62年）1月10日、宮之城線の廃止に伴い廃駅となった。

## 歴史
- 1934年（昭和9年）7月8日：宮之城 - 薩摩鶴田間開業に伴い開業[1]。
- 1962年（昭和37年）3月25日：貨物および荷物取扱いを廃止[1][2]。無人化[3]。
- 1987年（昭和62年）1月10日：宮之城線廃止に伴い廃止となる[1]。

## 駅構造
単式ホーム1面1線を有する駅であったが、駅舎はなかった。

## 廃止後の状況
線路跡は道路となり、駅跡には「国鉄宮之城線薩摩湯田駅跡」の記念碑と車輪が置かれている。
南国交通にバス転換後は、代替バス停は近くにはない。

## 隣の駅
日本国有鉄道
宮之城線
佐志駅 - 薩摩湯田駅 - 薩摩鶴田駅